# Andrew Selby
Andrew Christopher Selby (Barry, 25 de diciembre de 1988) es un deportista británico que compitió por Galés en boxeo.
Ganó dos medallas en el Campeonato Mundial de Boxeo Aficionado, plata en 2011 y bronce en 2013, y cuatro medallas en el Campeonato Europeo de Boxeo Aficionado entre los años 2008 y 2013. Participó en los Juegos Olímpicos de Londres 2012, ocupando el quinto lugar en el peso mosca.
En mayo de 2015 disputó su primera pelea como profesional. En noviembre de 2016 conquistó el título internacontinental del IBF, en la categoría de peso mosca, y en febrero de 2017 ganó el título internacional del CMB en el mismo peso.

## Palmarés internacional
| Representando a Gales |                         |                   |           |
| Campeonato Mundial    |                         |                   |           |
| Año                   | Lugar                   | Medalla           | Categoría |
| 2011                  | Bakú (Azerbaiyán)       | Medalla de plata  | 52 kg     |
| 2013                  | Almaty (Kazajistán)     | Medalla de bronce | 52 kg     |
| Campeonato Europeo    |                         |                   |           |
| Año                   | Lugar                   | Medalla           | Categoría |
| 2008                  | Liverpool (Reino Unido) | Medalla de bronce | 54 kg     |
| 2010                  | Moscú (Rusia)           | Medalla de bronce | 54 kg     |
| 2011                  | Ankara (Turquía)        | Medalla de oro    | 52 kg     |
| 2013                  | Minsk (Bielorrusia)     | Medalla de oro    | 52 kg     |